# Austrotritia lanceolata
Austrotritia lanceolata är en kvalsterart som beskrevs av Aoki 1988. Austrotritia lanceolata ingår i släktet Austrotritia och familjen Oribotritiidae. Inga underarter finns listade.